# 张胜 (燕国)
张胜，燕国人，西汉初年政治人物。
汉高帝十一年（前196年）陈豨造反，燕王卢绾发兵进攻其东北面。燕王卢绾派出使臣张胜去匈奴，说陈豨的军队已经失败了。张胜在匈奴遇见前燕王臧荼的儿子臧衍，臧衍劝张胜让燕王暂缓进攻陈豨，而与匈奴和好，可以长期在燕称王。张胜同意，于是私下让匈奴帮助陈豨等人攻击燕军。燕王卢绾怀疑张胜勾结匈奴反叛，向朝廷上书请将张胜全家斩首。张胜回来后，把自己行事的原因详细说明，燕王于是归罪他人，开脱了张胜家属，派张胜去匈奴作密使。次年，审食其出使燕国，得知卢绾有二心，回朝报告刘邦，刘邦又从匈奴中来降之人，得到张胜逃亡在匈奴做燕王使臣的消息。于是二月，刘邦派樊哙以相国名义发兵攻打卢绾，另立皇子刘建为燕王。